# Совет и согласие
«Совет и согласие» (англ. Advise & Consent) — американская политическая драма режиссёра Отто Премингера по сценарию Уэнделла Майес, написанному на основе одноимённого романа Аллена Друри. Название картины происходит от стандартной формулы Advise and Consent (en), используемой в политической жизни США.

## Сюжет
Президент США серьёзно болен и рекомендует Сенату к назначению на должность госсекретаря либерального политика Роберта Леффингвелла. Будучи весьма противоречивой политической фигурой, Роберт пользуется расположением президента. В сенате Леффингвел пользуется поддержкой большинства, но против него выступает сенатор Сиб Кули. Используя показания психически неустойчивого Герберта Гелмана, он выдвигает обвинение против Леффингвелла в распространении коммунистических идей. Находясь под присягой, Роберт сначала отрицает своё сочувствие коммунистам, потом утверждает, что некоторые спорные высказывания, сделанные им очень давно, не более чем юношеское заблуждение. Председатель закрытой сенатской комиссии, которой давал показания Леффингвелл, мистер Брайем  Андерсон считает, что это лжесвидетельство со стороны Леффингвелла. Андерсон собирается обнародовать его показания и рекомендует отозвать кандидатуру нового госсекретаря.
Дело получает неожиданный ход. Андерсона начинает шантажировать амбициозный сенатор Ван Аккерман. Он утверждает, что знает о некоторых скандальных фактах из его биографии. В частности он может рассказать о гомосексуальной связи имевшей место во время его работы на Гавайях. Опасаясь раскрытия правды, Андерсон едет в Нью-Йорк пытаясь найти своего бывшего любовника. Обнаружив его в гей-клубе, сенатор оказывается в щекотливой ситуации. Он приходит в такое отчаяние, что кончает жизнь самоубийством, перерезав себе горло. Ситуация с назначением Леффингвелла заходит в тупик и остаётся в руках вице-президента Хадсона. Пока он размышлял над решением приходит сообщение о смерти президента. Бывший до того второстепенным персонажем на политической сцене Хадсон, неожиданно, становится главой Белого дома. Хадсон сообщает, что назначит другого госсекретаря.

## В ролях
- Генри Фонда — Роберт Леффингвелл
- Пол Макграт — Хардиман Флетчер
- Чарльз Лоутон — Сибрайт Кули, сенатор
- Дон Мюррей — Брайем Андерсон
- Уолтер Пиджон — Боб Мансон
- Питер Лоуфорд — Лаф Смит, сенатор
- Джин Тирни — Долли Харрисон
- Франшо Тоун — Президент
- Берджес Мередит — Герберт Гелман
- Эдди Ходжес — Джонни Леффингуэлл
- Пол Форд — Стенли Данта, секретарь сенатского большинства
- Джордж Гриззард — Фред Ван Аккерман, сенатор
- Инга Суэнсон — Эллен Андерсон
- Эдвард Эндрюс — Орин Нокс
- Уилл Гир — Уоррен Стрикленд, лидер меньшинства
- Бетти Уайт — Бесси Адамс
- Том Хелмор — британский посол

## Критика
Известный мастер скандальных тем на киноэкране («Анатомия убийства», «Человек с золотой рукой») Отто Премингер на этот раз коснулся темы гомосексуальности в условиях атмосферы эпохи маккартизма. Для экранизации он выбрал бестселлер Аллена Друри 1959 года, который уже был к тому моменту инсценирован на Бродвее. В момент ослабления действия морального кодекса Голливуда, особых проблем с выходом картины на экраны не возникло. Однако картина показала весьма скромные результаты в прокате. 
Картина получила противоречивую оценку критики. Босли Кроутер (New York Times) отозвался о сюжете как несколько надуманном и прямолинейном. Он невысоко оценил проработку персонажей, которые выглядят ходульными, отражая готовые клише политических лидеров на киноэкране (подлец, честный политик). Из всех актёров Краутер выделил игру одного только Уолтера Пиджона (Боб Мансен). Журнал Variety отметил из положительных сторон — документальность подхода в изложении материала и впечатляющую игру актёров в главных ролях: Генри Фонда и Чарльза Лоутона. Критик Джей Карр (ресурс TNT) отметил то, что режиссёр слишком увлёкся сюжетной линией с гомофобией и раскрытием тайны сенатора Андерсона. Для того времени тема гомосексуальности была крайне скандальной, но в результате пострадала основная сюжетная линия, касающаяся интриги вокруг политического истеблишмента страны. Она осталась слишком тусклой и невнятной.

## Награды и номинации
- 1963 — номинация на премию BAFTA:
  - лучший актёр иностранного фильма (Чарльз Лоутон)
- 1962 — премия Национального совета кинокритиков США
  - лучший актёр второго плана (Берджес Мередит)
- 1962 — фильм участник основного конкурсного показа Каннского кинофестиваля.